# Cuatro (instrument musical)
El cuatro (quatre) és un instrument de corda pinçada de la família de les guitarres. Va arribar a Amèrica per les migracions canàries i és molt utilitzat a les músiques folklòriques del Carib Hispà en països com Mèxic, Colòmbia i, especialment, Veneçuela i Puerto Rico.
En la classificació de Hornbostel-Sachs pertany al grup 321.322 dels llaüts amb caixa de ressonància en forma de capsa.

## Veneçuela

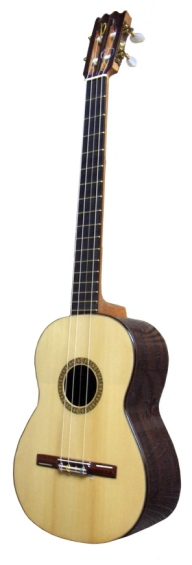
Quatre

El cuatro de Veneçuela té 4 cordes simples de nylon amb afinació : 
- (4a) La
- (3a) Re
- (2a) FA #
- (1a) SI, aquesta última, una vuitena avall.[1]

## Puerto Rico
Antigament, el cuatro de Puerto Rico va estar compost per quatre ordres de cordes. El cuatro actual està format per cinc ordres de cordes metàl·liques dobles amb afinació ascendent: 
- sí (5a)
- mi (4a)
- la (3a)
- re (2a)
- sol(1a)

El cuatro és, avui dia, l'instrument nacional de Puerto Rico i està vinculat a la cultura jíbara, és a dir, dels pagesos de Borinquen.